# Championnats du monde d'escalade 2014
Navigation
Édition précédente Édition suivante

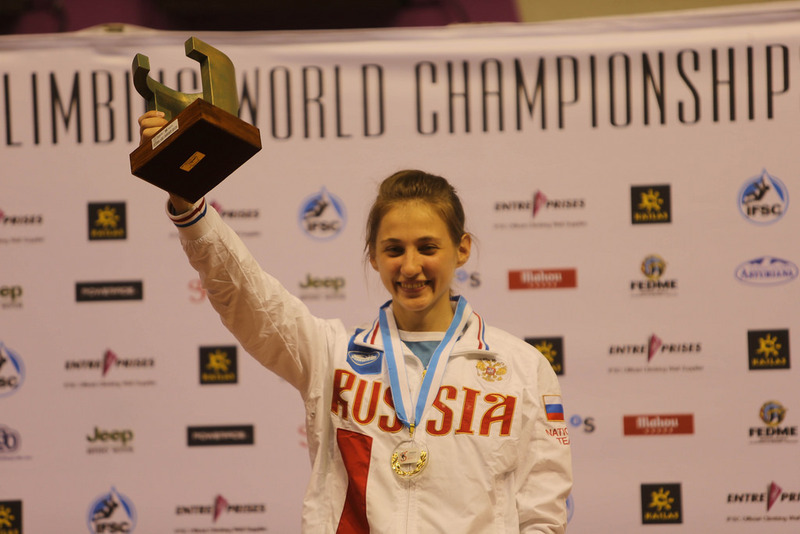
Alina Gaidamakina (or pour l'épreuve de vitesse)

Les championnats du monde d'escalade de 2014 sont la 13e édition des championnats du monde d'escalade. Ils ont eu lieu sur deux sites différents. 
Le championnat de bloc s'est disputé dans un premier temps à Munich en Allemagne du 21 au 23 août 2014, ceux de difficulté et de vitesse à Gijón en Espagne du 8 au 14 septembre 2014. 
Ces championnats ont également accueilli des équipes nationales de paraclimbing (déficients visuels, neurologiques, physiques). L'équipe de France est coordonnée et entraînée par la Fédération Française de Montagne et d'Escalade. Les membres sont tous des amateurs de haut niveau, compte tenu de leur handicap. Voir les championnats du monde au POPB de septembre 2012, Paris. Une information obtenue de Nicolas MOINEAU, médaillé d'or déficient visuel à Paris en 2012: l'IFSC a décidé que les médaillés "paraclimbing" se partageraient une prime de 15000 Euros. Bien sûr, ce n'est pas encore l'égalité avec les pros valides, mais c'est un pas, une reconnaissance. Qualifications le jeudi 11 et finales le 13 pour les paraclimbers. 
Les épreuves d'escalade de bloc à Munich se sont déroulés sans l'une des favorites : Anna Stöhr était forfait en raison d'une tendinite au majeur de la main gauche.

## Podiums

### Bloc
Les épreuves finales de l'escalade de bloc se sont déroulées le 23 août 2014.
| Épreuves | Or           | Argent        | Bronze        |
| -------- | ------------ | ------------- | ------------- |
| hommes   | Adam Ondra   | Jernej Kruder | Jan Hojer     |
| femmes   | Juliane Wurm | Alex Puccio   | Akiyo Noguchi |

### Vitesse
Les épreuves finales de l'escalade de vitesse se sont déroulées le 12 septembre 2014.
| Catégorie | Or                | Argent            | Bronze                    |
| --------- | ----------------- | ----------------- | ------------------------- |
| hommes    | Danylo Boldyrev   | Stanislav Kokorin | Reza Alipourshenazandifar |
| femmes    | Alina Gaidamakina | Klaudia Buczek    | Aleksandra Rudzinska      |

### Difficulté
Les épreuves finales de l'escalade de difficulté se sont déroulées le 14 septembre 2014.
| Catégorie | Or         | Argent                   | Bronze         |
| --------- | ---------- | ------------------------ | -------------- |
| hommes    | Adam Ondra | Ramón Julian Puigblanque | Sachi Amma     |
| femmes    | Jain Kim   | Mina Markovic            | Magdalena Röck |

### Classement du combiné des épreuves
Seuls les compétiteurs qui ont participé aux épreuves des trois disciplines sont inclus dans ce classement dans lequel figurent huit compétiteurs et six compétitrices.
| Catégorie | Or              | Argent         | Bronze        |
| --------- | --------------- | -------------- | ------------- |
| hommes    | Sean McColl     | Jan Hojer      | Alban Levier  |
| femmes    | Charlotte Durif | Petra Klingler | Mina Markovic |